# Nikolaes Heinsius il Vecchio
Nikolaes Heinsius il vecchio (20 luglio 1620 – 7 ottobre 1681) è stato un filologo classico e diplomatico olandese.

## Biografia
Figlio di Daniel Heinsius e nipote di Jan Rutgersius, nacque a Leida il 20 luglio 1620. Il suo poemetto giovanile in latino Breda expugnata fu stampato nel 1637 e attirò molta attenzione. Nel 1642 iniziò i suoi viaggi con una visita in Inghilterra in cerca di manoscritti di autori classici, ma incontrò l'ostilità degli studiosi inglesi. Nel 1644 dopo un soggiorno terme di Spa, si mise di nuovo alla ricerca di codici, passando per Lovanio, Bruxelles, Malines, Anversa e Leida, raccogliendo ovunque manoscritti e prendendo appunti filologici e testuali. Quasi immediatamente partì per la Francia, e al suo arrivo a Parigi fu accolto a braccia aperte dagli studiosi francesi. Dopo aver analizzato tutti i manoscritti su cui riuscì a mettere le mani, continuò il suo viaggio verso sud e visitò con lo stesso obiettivo Lione, Marsiglia, Pisa, Firenze (dove si fermò per pubblicare una nuova edizione di Ovidio) e Roma. L'anno successivo, 1647, era a Napoli, da cui fuggì durante la rivolta di Masaniello; proseguì le sue ricerche a Livorno, Bologna, Venezia e Padova, e in quest'ultima città pubblicò nel 1648 il suo volume di versi latini intitolato Italica. Quindi passò a Milano, dove rimase per un lungo periodo a svolgere ricerche nella Biblioteca Ambrosiana; si stava preparando a partire per la Svizzera quando la notizia della malattia di suo padre lo costrinse a tornare a Leida. Fu presto chiamato a Stoccolma su invito della regina Cristina, alla cui corte ingaggiò una violenta polemica con Salmasio, che lo accusò di aver fornito a Milton informazioni sulla sua vita privata. Heinsius fece una rapida visita a Leida nel 1650, ma tornò immediatamente a Stoccolma. Nel 1651 visitò ancora una volta l'Italia; trascorse il resto della sua vita tra Uppsala e l'Olanda. Raccolse le sue poesie latine in un volume pubblicato nel 1653. Le sue ultime fatiche furono le edizioni di Velleio Patercolo nel 1678 e di Valerio Flacco nel 1680. Morì a L'Aia il 7 ottobre 1681.

## Pubblicazioni filologiche
- Claudiano (1650)
- Ovidio (1652)
- Prudenzio (1667)
- Virgilio (1676)
- Valerio Flacco (1680)